# Ryan Woolridge
Ryan Nicholas Woolridge (Mansfield, 16 novembre 1996) è un cestista statunitense.